# Mineola (Texas)
Mineola ist eine Stadt im Wood County im US-Bundesstaat Texas. Das U.S. Census Bureau hat bei der Volkszählung 2020 eine Einwohnerzahl von 4.823 ermittelt.

## Geographie
Die Stadt liegt im Nordosten von Texas, an der Kreuzung des U.S. Highway 69 mit dem U.S. Highway 80, 125 Kilometer östlich von Dallas und hat eine Gesamtfläche von 13,8 km².

## Demografische Daten
Nach der Volkszählung im Jahr 2000 lebten hier 4.550 Menschen in 1779 Haushalten und 1197 Familien. Die Bevölkerungsdichte betrug 332,1 Einwohner pro km². Ethnisch betrachtet setzte sich die Bevölkerung zusammen aus 77,19 % weißer Bevölkerung, 13,38 % Afroamerikanern, 0,70 % amerikanischen Ureinwohnern, 0,26 % Asiaten, 0,02 % Bewohnern aus dem pazifischen Inselraum und 6,44 % aus anderen ethnischen Gruppen. Etwa 2,00 % waren gemischter Abstammung und 12,95 % der Bevölkerung waren spanischer oder lateinamerikanischer Abstammung.
Von den 1779 Haushalten hatten 29,2 % Kinder unter 18 Jahre, die im Haushalt lebten. 50,6 % davon waren verheiratete, zusammenlebende Paare. 12,6 % waren allein erziehende Mütter und 32,7 % waren keine Familien. 30,1 % aller Haushalte waren Singlehaushalte und in 17,3 % lebten Menschen, die 65 Jahre oder älter waren. Die Durchschnittshaushaltsgröße betrug 2,48 und die durchschnittliche Größe einer Familie belief sich auf 3,08 Personen.
26,3 % der Bevölkerung waren unter 18 Jahre alt, 8,3 % von 18 bis 24, 22,0 % von 25 bis 44, 20,9 % von 45 bis 64, und 22,5 % die 65 Jahre oder älter waren. Das Durchschnittsalter war 40 Jahre. Auf 100 weibliche Personen aller Altersgruppen kamen 87,6 männliche Personen. Auf 100 Frauen im Alter von 18 Jahren und darüber kamen 82,1 Männer.

Das jährliche Durchschnittseinkommen eines Haushalts betrug 30.000 USD, das Durchschnittseinkommen einer Familie 37.528 USD. Männer hatten ein Durchschnittseinkommen von 29.938 USD gegenüber den Frauen mit 20.750 USD. Das Prokopfeinkommen betrug 15.945 USD. 18,6 % der Bevölkerung und 16,2 % der Familien lebten unterhalb der Armutsgrenze. Davon waren 24,3 % Kinder und Jugendliche unter 18 Jahren und 11,2 % waren 65 oder älter.

## Söhne und Töchter der Stadt
- Ima Hogg (1882–1975), Philanthropin, Patronin und Kunstsammlerin, „First Lady of Texas“
- Noble Willingham (1931–2004), Filmschauspieler
- James Tatum (1931–2021), Jazzpianist, Hochschullehrer und Professor am Wayne County Community College in Detroit
- Willie Brown  (* 1934), Rechtsanwalt und Politiker
- Kacey Musgraves (1988), Countrymusikerin